# Dagmar Mair
Dagmar Mair unter der Eggen (Brunico, 22 de diciembre de 1974) es una deportista italiana que compitió en snowboard, especialista en las pruebas de eslalon.
Ganó tres medallas en el Campeonato Mundial de Snowboard, en los años 1997 y 2001.
Participó en dos Juegos Olímpicos de Invierno, ocupando el séptimo lugar en Nagano 1998, en el eslalon gigante, y el noveno lugar en Salt Lake City 2002, en el eslalon gigante paralelo.

## Medallero internacional
| Campeonato Mundial | Campeonato Mundial            | Campeonato Mundial | Campeonato Mundial |
| Año                | Lugar                         | Medalla            | Competición        |
| ------------------ | ----------------------------- | ------------------ | ------------------ |
| 1997               | San Candido (Italia)          | Medalla de oro     | Eslalon paralelo   |
| 1997               | San Candido (Italia)          | Medalla de plata   | Eslalon            |
| 2001               | Madonna di Campiglio (Italia) | Medalla de bronce  | Eslalon gigante    |